# Estupros durante a libertação da França

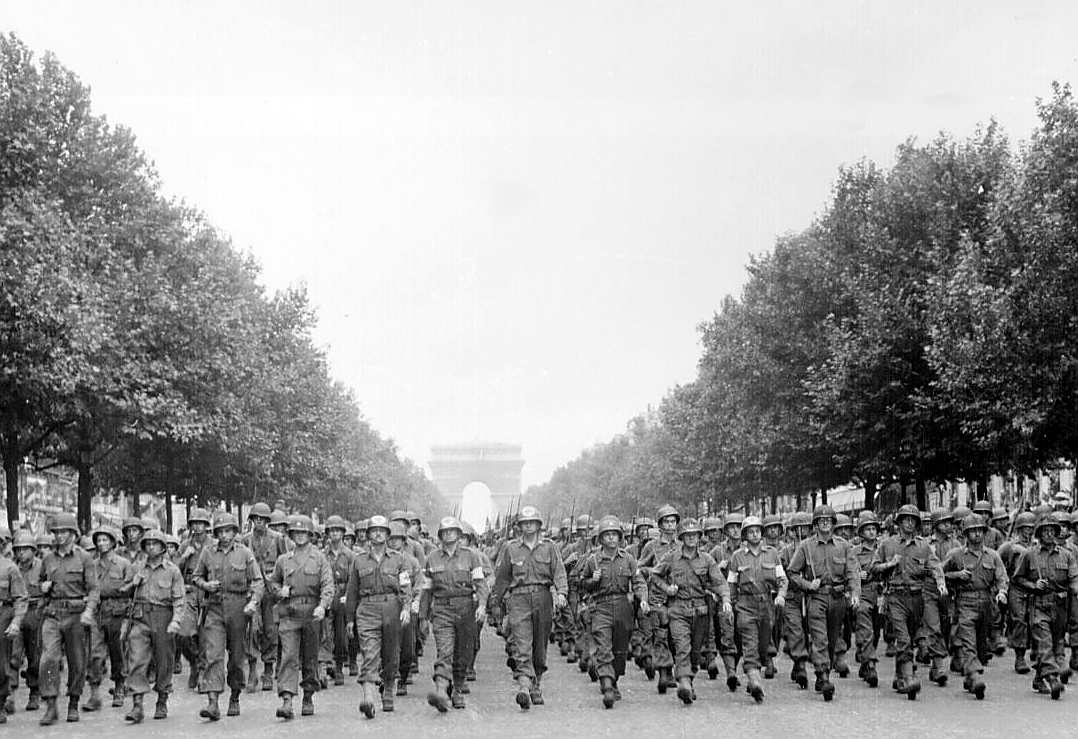
Tropas americanas da 28ª Divisão de Infantaria marcham pela Avenida dos Champs-Élysées, em Paris, no seu "Desfile da Vitória”.

Estupros durante a libertação da França foram perpetrados por soldados norte-americanos contra mulheres francesas durante e após a libertação de França, nas últimas fases da Segunda Guerra Mundial. O sociólogo James Robert Lilly, da Universidade do Norte do Kentucky, estima que os militares dos EUA cometeram cerca de 4.500 violações na França entre junho de 1944 e o fim da guerra em maio de 1945.

## Antecedentes
A invasão da Normandia em junho e uma segunda invasão no sul em agosto colocaram mais de dois milhões de tropas de linha de frente e de apoio dos Aliados Ocidentais na França em 1944.
A Libertação de Paris ocorreu em 25 de agosto e a maioria das tropas alemãs foram empurradas de volta para a Linha Siegfried no final de 1944. Depois da guerra, o repatriamento para desmobilização das tropas demorou. Mesmo em 1946, meses depois do Dia VE, ainda havia cerca de 1,5 milhões de soldados na Europa. A revista Life relatou a visão generalizada entre as tropas americanas da França como "um tremendo bordel habitado por 40 milhões de hedonistas que passavam todo o tempo comendo, bebendo, fazendo amor e, em geral, se divertindo muito". A propaganda americana não vendeu a guerra na França aos soldados como uma luta pela liberdade mas como uma “aventura sexual”. O Stars and Stripes, o jornal oficial das forças armadas dos EUA, ensinou aos soldados frases em alemão como: "Waffen niederlegen!" ("Levante os braços!"). Mas as frases francesas recomendadas aos soldados eram diferentes: “Você tem olhos encantadores”, “Não sou casado” e “Seus pais estão em casa?”

## Reclamações francesas

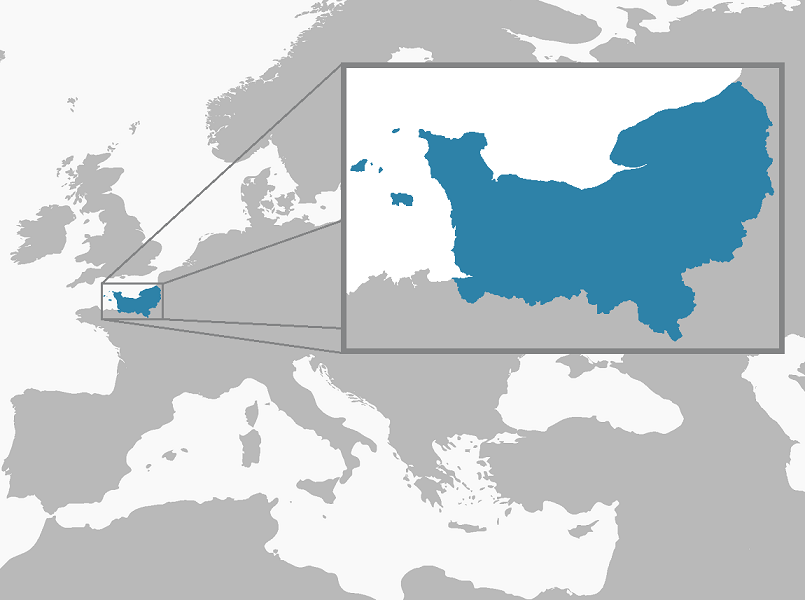
A região da Normandia.

No final do verão de 1944, logo após a invasão da Normandia, as mulheres na Normandia começaram a denunciar estupros cometidos por soldados americanos. Centenas de casos foram relatados.
Em 1945, após o fim da guerra na Europa, Le Havre estava repleta de militares americanos aguardando o retorno aos Estados Unidos. Um cidadão de Le Havre escreveu ao prefeito que o povo de Le Havre foi “atacado, roubado e atropelado tanto nas ruas quanto em nossas casas” e “Este é um regime de terror, imposto por bandidos uniformizados”. A dona de uma cafeteria de Le Havre, que fora atacada por soldados americanos e teve o seu dedo indicador da mão esquerda quebrado, testemunhou:
"Mantivemos os braços estendidos para receber nossos libertadores em nossos corações. Aceitamos o presente da libertação como um grande amigo aceita o presente de outro grande amigo. Hoje minhas mãos caíram para os lados e meu coração se tornou pedra. Esperávamos amigos que não nos deixassem envergonhados de nossa derrota. Em vez disso, surgiram apenas incompreensão, arrogância, péssimas maneiras e a fanfarronada dos conquistadores."
Uma viúva de guerra no Bar Beau Séjour disse "Para mim, eles esgotaram sua libertação. Eu gostaria que eles fossem para casa". Pareceu aos franceses que o soldado americano era o bêbado, arrogante e violento, cuja versão da democracia parecia ser "Eu sou um americano e tenho o direito de fazer o que quiser" e que acreditava que a libertação carregava automaticamente consigo a completa subserviência dos povos libertados. Longe dos relatos de bravura altruísta, muitos soldados norte-americanos eram vistos pelos franceses como bandidos obcecados por sexo a quem tinha sido prometida uma "aventura erótica". Tal comportamento também era comum em Cherbourg. Um residente afirmou que “Com os alemães, os homens tiveram que se camuflar - mas com os americanos, tivemos que esconder as mulheres”.
As tropas dos EUA cometeram 208 estupros e cerca de 30 assassinatos no departamento da Mancha.

## Resposta militar dos EUA
Um bordel, o Blue and Gray Corral ("Curral Azul e Cinza"), foi montado perto da vila de St. Renan em setembro de 1944 pelo Major-General Charles H. Gerhardt, comandante da 29ª Divisão de Infantaria, em parte para conter uma onda de acusações de estupro contra soldados americanos. Foi fechado depois de apenas cinco horas para evitar que civis nos Estados Unidos descobrissem sobre um bordel administrado por militares.
O alto comando das Forças Francesas Livres enviou uma carta de reclamação ao Comandante Supremo da Força Expedicionária Aliada, General Dwight D. Eisenhower. Ele deu ordens aos seus comandantes para agirem contra todas as alegações de assassinato, estupro, agressão, roubo e outros crimes. Em agosto de 1945, Pierre Voisin, prefeito de Le Havre, instou o Coronel Thomas Weed, comandante americano na região, a abrir bordéis fora de Le Havre. No entanto, os comandantes americanos recusaram.
Os soldados americanos brancos tinham muito menos probabilidade de serem executados por estupro. 130 dos 180 soldados acusados de estupro pelo Exército na França eram afro-americanos. As forças dos EUA executaram 29 soldados por estupro, 25 deles negros. Algumas condenações contra afro-americanos basearam-se em provas circunstanciais. Por exemplo, Marie Lepottevin identificou William Downes apenas porque ele era "muito maior" do que os outros soldados. Soldados americanos executados por crimes estão enterrados no Cemitério Americano do Oise-Aisne Lote E.

## Estudos históricos e criminológicos
De acordo com Alice Kaplan, historiadora americana da França e presidente do Departamento de Francês da Universidade de Yale, os militares americanos toleraram menos o estupro de mulheres francesas do que o de mulheres alemãs. Ela argumentou que o número de estupros está bem documentado e é menor do que o de alguns outros exércitos daquela época, escrevendo que "Novecentos e quatro soldados americanos foram julgados por estupro na Europa, e mesmo que os números reais fossem muito maiores, eles não se comparam com o terrível legado de estupros da época da Segunda Guerra Mundial" cometidas, por exemplo, pelos japoneses em Nanquim, pelos alemães nas áreas ocupadas pelos nazistas, pelos franco-marroquinos na Itália e pelos soldados soviéticos em toda a Europa Oriental e Alemanha. J. Robert Lilly, professor regente de sociologia e criminologia na Universidade do Norte do Kentucky, relatou no livro Taken by Force: Rape and American GIs in Europe in World War II (Tomadas pela Força: Estupro e Soldados Americanos na Europa na Segunda Guerra Mundial, em tradução livre) sua estimativa de que 14.000 estupros foram cometidos por soldados americanos na França, Alemanha e Reino Unido entre 1942 e 1945. Mais especificamente, Lilly estimou que os militares americanos cometeram cerca de 3.500 estupros na França entre junho de 1944 e o fim da guerra. O livro Taken by Force foi publicado pela primeira vez na França em 2003, e depois na Itália em 2004, mas inicialmente não conseguiu encontrar uma editora americana ou britânica.